# 住吉川 (大阪市)
住吉川（すみよしがわ）は、大阪府大阪市を流れる淀川水系の河川。別名は細井川、細江川。木津川の支流。

## 地理
大阪市住吉区と住之江区を西流し、旧淀川の支流である木津川に注ぐ。上流部の住吉大社付近を細井川と呼び、かつては細江川とも古称された。現在は阪堺電車「細井川停留場」に名を留める。
上町台地南縁を流れ、住吉区と住之江区の中央部を西流、住之江区柴谷1丁目・平林北1丁目の境で大阪港南港に通じる。平林の貯木場の手前で北に向かって穿たれた運河があり、敷津運河と呼ばれているが実際は住吉川である。これが木津川最下流部左岸に通じる。

## 河岸の施設
- 住吉大社
- 細井川停留場
- 細井川親水水路